# 香豆素重排反應
香豆素重排反應（香豆素－苯並呋喃縮環反應）是有機重排反應，氫氧化物攻入2-鹵香豆素，縮環形成苯並呋喃。反應於1870年由白威廉首次公佈，因而得名。提出的反應機理有幾種，全都認為內酯首先開環生成羧酸鹽和酚鹽。